# Мелисенда Йерусалимска
Мелисенда Йерусалимска (на френски: Mélisende de Jérusalem, Melisande, * 1105, † 1 септември 1161) е кралица на Йерусалим от 1131 до 1153 г. (С Фулк Анжуийски от 1131 до 1143 г., след това заедно с Балдуин III от 1143 до 1153 г.).

## Произход
Тя е най-възрастната дъщеря и наследница на крал Балдуин II Йерусалимски († 21 август 1131) и съпругата му принцеса Морфия († 1 октомври 1126 или 1127), дъщеря на арменския княз Габриел от Мелитена (дн. Малатия) (1055 – 1103).
Мелисенда е обявена през 1128 г. от баща си за наследница на трона.

## Кралица на Йерусалим
Тя се омъжва на 2 юни 1129 г. в Йерусалим за граф Фулк Анжуийски (1092 – 1144). Преди смъртта на нейния баща през 1131 г. Мелисенда и нейният съпруг Фулк са короновани за съ-регенти. Със смъртта му тя и Фулк стават заедно регенти.
Те имат два сина:
- Балдуин III (* 1131; † 1162), крал на Йерусалим
- Амалрих I (* 1136; † 1174), наследява брат си като крал на Йерусалим

През 1132 г. Мелисенда е осъдена за афера с най-големия съперник на Фулк, Хуго II дьо Пюизе, граф на Яфа.
Тя е меценат на изкуствата и основава абатството Витания. С Фулк поръчват ръкописа Псалтира на Мелисенда.
Тя помага на сестра си Алиса от Антиохия в политическите въпроси за управлението. След смъртта на Фулк през 1144 г. Мелисенда е регентка на нейния 13-годишен син Балдуин, и двамата заедно са короновани.
Тя е погребана, както нейната майка Морфия, в манастира „Света Мария“ в Гетсиманската градина.